# Szeghő Dénes
Szeghő Dénes (Szeged, 1881. január 9. – ?) magyar állatorvos, mezőgazdasági és állattenyésztési szakíró.

## Életútja, munkássága
Felsőfokú tanulmányait a budapesti Állatorvosi Főiskolán végezte. Erdély és a Bánság több községében, 1918–28 között Dettán volt járási hatósági állatorvos; 1929–36 között Alsó-Fehér megye, 1936-tól az EMGE állattenyésztési felügyelője, 1933–38 között a csombordi gazdasági iskolában is tanított. 1948 után az Állami Kiadó kolozsvári szerkesztőségében a mezőgazdasági kiadványok szerkesztője, később az Állami Mezőgazdasági Könyvkiadó munkatársa; az Erdélyi Gazda, 1947 után a Falvak Népe egyik főmunkatársa.
Hazai és magyarországi szaklapokban, szakkiadványokban számos egészségügyi és állattenyésztési tárgyú cikke, tanulmánya jelent meg. Részt vett az EMGE kiadásában megjelent Erdélyi mezőgazdasági munkaterv (Kolozsvár, 1944) összeállításában. Juhtenyésztés Erdélyben című átfogó tanulmányát az Erdély mezőgazdasága c. gyűjteményes kötet közölte (Kolozsvár, 1944). Az EMGE körlevelei 1946-os füzete számára Szász Istvánnal és Szövérdi Ferenccel kidolgozta „a gazdasági átállítás teendőiről” szóló tájékoztatót (Kolozsvár, 1946).

## Kiadványai
- Okszerű takarmányozás. Kolozsvár, 1939. Az Erdélyi Gazda Könyvtára 1.
- A nyúltenyésztés haszna, Kolozsvár, 1946. Falusi asszonyok tanácsadója 1.
- Két tanulmány (A hétholdas gazda állatai, Az állattenyésztő kis lexikona), Kolozsvár, 1946.